# Allef de Andrade Rodrigues
Allef de Andrade Rodrigues (Sento Sé, 4 novembre 1994) è un calciatore brasiliano, attaccante svincolato.

## Caratteristiche tecniche
È un centravanti.

## Carriera
Dopo aver militato nelle serie inferiori del calcio brasiliano e portoghese, nel 2017 è stato acquistato dal Vitória Setúbal.
Ha esordito in Primeira Liga il 20 agosto 2017 in occasione del match pareggiato 1-1 contro il Chaves.

## Statistiche

### Presenze e reti nei club
Statistiche aggiornate al 6 gennaio 2017.
| Stagione        | Squadra         | Campionato      | Campionato | Campionato | Coppe nazionali | Coppe nazionali | Coppe nazionali | Coppe continentali | Coppe continentali | Coppe continentali | Altre coppe | Altre coppe | Altre coppe | Totale | Totale | Totale |
| Stagione        | Squadra         | Comp            | Pres       | Reti       | Comp            | Pres            | Reti            | Comp               | Pres               | Reti               | Comp        | Pres        | Reti        | Pres   | Reti   |        |
| --------------- | --------------- | --------------- | ---------- | ---------- | --------------- | --------------- | --------------- | ------------------ | ------------------ | ------------------ | ----------- | ----------- | ----------- | ------ | ------ | ------ |
| 2015-2016       | 1º Dezembro     | SD              | 12         | 4          | CP              | 0               | 0               |                    | -                  | -                  |             | -           | -           | 12     | 4      |        |
| 2016-gen. 2017  | Mafra           | SD              | 16         | 7          | CP              | 0               | 0               |                    | -                  | -                  |             | -           | -           | 16     | 7      |        |
| gen.-giu. 2017  | Real SC         | SD              | 13         | 3          | CP              | 0               | 0               |                    | -                  | -                  |             | -           | -           | 13     | 3      |        |
| 2017-2018       | Vitória Setúbal | PL              | 4          | 0          | CP+CdL          | 0+2             | 0+1             |                    | -                  | -                  |             | -           | -           | 0      | 0      |        |
| Totale carriera | Totale carriera | Totale carriera | 45         | 14         |                 | 2               | 1               |                    | -                  | -                  |             | -           | -           | 47     | 15     |        |